# Astragalus macropus
Astragalus macropus är en ärtväxtart som beskrevs av Aleksandr Andrejevitj Bunge. Astragalus macropus ingår i släktet vedlar, och familjen ärtväxter. Inga underarter finns listade i Catalogue of Life.